# Монтерози
Монтеро̀зи (на италиански: Monterosi) е малко градче и община в Централна Италия, провинция Витербо, регион Лацио. Разположено е на 276 m надморска височина. Населението на общината е 4082 души (към 2010 г.).